# Lepidanthrax hypomelus
Lepidanthrax hypomelus är en tvåvingeart som beskrevs av Hall 1976. Lepidanthrax hypomelus ingår i släktet Lepidanthrax och familjen svävflugor. Inga underarter finns listade i Catalogue of Life.